# Pri Dravi, Suha
Pri Dravi (nemško Draugegend) je naselje v Občini Suha v Okraju Velikovec na Koroškem v Avstriji.